# Château de Celles
Le château de Celles est une gentilhommière située sur la commune de Carlat dans le Cantal.

## Descriptions
Le château est composé d'un logis à comble en pavillon, avec deux tours à toit conique ; et d'un pigeonnier établi au dernier étage de la tour d'escalier. Les couvertures du château sont en leuzes de schiste.

## Historique
A appartenu successivement aux familles d'Ouvrier, de Boisset de La Salle, et en 1789 de Cassagnes-Miramont. Logis datable de la première moitié du XVIIe siècle, décrit en 1668 comme maison à deux tours, ce qui correspond au logis actuel, et vendu comme bien national en 1794 ; la grange-étable porte les dates 1682 sur la porte de l'étable et 1779 sur la porte de la grange.